# Tournée de l'équipe des Lions britanniques et irlandais de rugby à XV en 2025
Navigation
2021 2029
Les Lions britanniques et irlandais disputent du 20 juin au 2 août 2025 une tournée en Australie. 
Le manager principal de la tournée est le britannique Andy Farrell, également sélectionneur de l'Irlande, nommé en remplacement de Warren Gatland.
La tournée se compose de dix matchs. Les Lions disputent une première rencontre, à Dublin, face à l'Argentine, avant de se rendre en Australie, où ils disputent neuf rencontres, dont trois test match face aux Wallabies, l'équipe d'Australie.
La tournée est remporté par les Lions dès le deuxième match, l'Australie remportant cependant le troisième.

## Contexte
Lors de leurs deux dernières tournées, les Lions britanniques et irlandais ont fait match nul contre la Nouvelle-Zélande en 2017, puis ont perdu 2-1 la série face à l'Afrique du Sud en 2021. La dernière tournée des Lions en Australie date de 2013, le résultat étant une victoire des Lions 2 à 1. 

## Calendrier et résultats
Un premier calendrier est dévoilé le 19 juillet 2023. Après une première rencontre contre l'Argentine prévu à Dublin, les Lions décollent pour l'Australie, et y jouent contre les cinq franchises de ce pays faisant partie du Super Rugby, à savoir la Western Force, les Queensland Reds, les Waratahs, les Brumbies et les Melbourne Rebels, ainsi que trois fois contre l'équipe nationale australienne et une fois contre une sélection composé de joueurs australiens et néo-zélandais, une première depuis 1989.
Cependant, la franchise des Melbourne Rebels est dissoute à la fin de la saison 2024 de Super Rugby, le match prévu contre cette équipe est donc remplacé par un autre contre une sélection composé de membres des communautés indigènes et océaniennes d'Australie.
| Match    | Date            | Opposition                  | Lieu                                                               | Résultat | Score |
| -------- | --------------- | --------------------------- | ------------------------------------------------------------------ | -------- | ----- |
| Match 1  | 20 juin 2025    | Argentine                   | Aviva Stadium, Dublin, Irlande                                     | Défaite  | 24-28 |
| Match 2  | 28 juin 2025    | Western Force               | Perth Stadium, Perth, Australie-Occidentale                        | Victoire | 7-54  |
| Match 3  | 2 juillet 2025  | Queensland Reds             | Lang Park, Brisbane, Queensland                                    | Victoire | 12-52 |
| Match 4  | 5 juillet 2025  | Waratahs                    | Sydney Football Stadium, Sydney, Nouvelle-Galles du Sud            | Victoire | 10-21 |
| Match 5  | 9 juillet 2025  | Brumbies                    | Canberra Stadium, Canberra, Territoire de la capitale australienne | Victoire | 24-36 |
| Match 6  | 12 juillet 2025 | Invitational AU & NZ        | Adelaide Oval, Adélaïde, Australie-Méridionale                     | Victoire | 0-48  |
| Match 7  | 19 juillet 2025 | Australie                   | Lang Park, Brisbane, Queensland                                    | Victoire | 17-29 |
| Match 8  | 22 juillet 2025 | First Nations & Pasifika XV | Docklands Stadium, Melbourne, Victoria                             | Victoire | 19-24 |
| Match 9  | 26 juillet 2025 | Australie                   | Melbourne Cricket Ground, Melbourne, Victoria                      | Victoire | 26-29 |
| Match 10 | 2 août 2025     | Australie                   | Stadium Australia, Sydney, Nouvelle-Galles du Sud                  | Défaite  | 22-12 |

## Effectif de la tournée

### Lions britanniques et irlandais
Le 8 mai 2025, le sélectionneur des Lions britanniques et irlandais Andy Farrell dévoile un groupe de 38 joueurs pour la tournée. Le deuxième ligne anglais, Maro Itoje, est nommé capitaine. Le groupe est composé de treize Anglais, huit Écossais, deux Gallois et quinze Irlandais.
Avant le début de la tournée, Zander Fagerson, blessé au mollet, est remplacé par Finlay Bealham dans le groupe.
Le demi de mêlée Tomos Williams se blesse lors du premier match en Australie contre la Western Force. Contraint de déclarer forfait, il est remplacé par Ben White dans le groupe.
Après la victoire contre les Queensland Reds, Elliot Daly est contraint de déclarer forfait pour la suite de la tournée à cause d'une blessure à un bras. Owen Farrell, fils du sélectionneur des Lions, est alors convoqué en remplacement.
Le 10 juillet, Jamie Osborne est convoqué afin de pallier la blessure de Blair Kinghorn.
Deux jours plus tard, à la suite de la commotion cérébrale de Luke Cowan-Dickie, Jamie George est convoqué par précaution, tandis que Garry Ringrose est forfait pour le premier test mais n'est pas remplacé. Le lendemain, Tom Clarkson est sélectionné afin de renforcer la première ligne. Le 14 juillet, trois nouveaux joueurs sont convoqués : les Écossais Ewan Ashman, Darcy Graham et Rory Sutherland.
Au lendemain du premier test contre les Wallabies, Gregor Brown est convoqué dans le groupe.
| Entraîneur | Entraîneur             | Andy Farrell |
| Avants     | Pilier                 | Tom Clarkson, Zander Fagerson , Tadhg Furlong, Ellis Genge, Andrew Porter, Pierre Schoeman, Will Stuart, Rory Sutherland |
| Avants     | Talonneur              | Ewan Ashman, Luke Cowan-Dickie , Jamie George, Rónan Kelleher, Dan Sheehan                                               |
| Avants     | Deuxième ligne         | Tadhg Beirne, Gregor Brown, Ollie Chessum, Scott Cummings, Maro Itoje , Joe McCarthy, James Ryan                         |
| Avants     | Troisième ligne aile   | Tom Curry, Jac Morgan, Henry Pollock, Josh van der Flier                                                                 |
| Avants     | Troisième ligne centre | Jack Conan, Ben Earl |
| Arrières   | Demi de mêlée          | Jamison Gibson-Park, Alex Mitchell, Ben White, Tomos Williams                                                            |
| Arrières   | Demi d'ouverture       | Owen Farrell, Finn Russell, Fin Smith, Marcus Smith                                                                      |
| Arrières   | Centre                 | Bundee Aki, Huw Jones, Garry Ringrose , Sione Tuipulotu                                                                  |
| Arrières   | Ailier                 | Elliot Daly , Tommy Freeman, Darcy Graham, Mack Hansen, James Lowe, Duhan van der Merwe                                  |
| Arrières   | Arrière                | Hugo Keenan, Blair Kinghorn , Jamie Osborne                                                                              |

### Australie
Le 11 juillet 2025, le sélectionneur de l'équipe d'Australie, Joe Schmidt, dévoile un groupe de 36 joueurs retenus pour la série de test matchs contre les Lions britanniques et irlandais. Après la blessure de Noah Lolesio lors du match de préparation contre les Fidji, James O'Connor effectue son retour en sélection. Il est l'un des deux joueurs de la liste, avec James Slipper, à avoir déjà affronté les Lions en 2013.
Le pilier international néo-zélandais, Aidan Ross, désormais éligible pour son pays de naissance, est convoqué dans le groupe des Wallabies afin de remplacer Harry Potter blessé durant le deuxième test match.
Le 1er août, un jour avant le dernier test, Dave Porecki est forcé de déclarer forfait après une blessure à l'entraînement tandis que Matt Faessler s'est également blessé. De ce fait, Brandon Paenga-Amosa est convoqué et aligné sur la feuille de match.
| Entraîneur | Entraîneur             | Joe Schmidt                                                                                         |
| Avants     | Pilier                 | Allan Alaalatoa, Angus Bell, Zane Nonggorr, Tom Robertson, Aidan Ross, James Slipper, Taniela Tupou |
| Avants     | Talonneur              | Matt Faessler , Brandon Paenga-Amosa, Billy Pollard, Dave Porecki                                   |
| Avants     | Deuxième ligne         | Josh Canham (en), Nick Frost, Will Skelton, Jeremy Williams                                         |
| Avants     | Troisième ligne aile   | Nick Champion de Crespigny, Tom Hooper, Fraser McReight, Carlo Tizzano, Rob Valetini                |
| Avants     | Troisième ligne centre | Langi Gleeson, Harry Wilson                                                                         |
| Arrières   | Demi de mêlée          | Jake Gordon, Tate McDermott, Nic White                                                              |
| Arrières   | Demi d'ouverture       | Ben Donaldson, Tom Lynagh, James O'Connor                                                           |
| Arrières   | Centre                 | Filipo Daugunu, Len Ikitau, Hunter Paisami, Joseph Sua'ali'i                                        |
| Arrières   | Ailier                 | Max Jorgensen, Andrew Kellaway, Dylan Pietsch (en), Harry Potter , Corey Toole (en)                 |
| Arrières   | Arrière                | Tom Wright                                                                                          |

## Résultats
| 20 juin 2025 20 h, UTC+01:00 | Lions | 24 - 28 (10 - 21) | Argentine | Aviva Stadium, Dublin 51 700 spectateurs Arbitre : James Doleman (en) |
| 20 juin 2025 20 h, UTC+01:00 | Essai(s) : 3 Aki (19e), de pénalité (46e), Beirne (53e) Transformation(s) : 3 F. Smith (20e, 54e), de pénalité (46e) Pénalité(s) : 1 F. Smith (10e) | Rapport           | Essai(s) : 3 Mendy (en) (12e), Albornoz (40e+1), Cordero (59e) Transformation(s) : 2 Albornoz (40e+2, 60e) Pénalité(s) : 3 Albornoz (5e, 26e, 40e) Carton(s) jaune(s) : 1 Vivas (46e) | Aviva Stadium, Dublin 51 700 spectateurs Arbitre : James Doleman (en) |
| 20 juin 2025 20 h, UTC+01:00 | | Rapport           | | Aviva Stadium, Dublin 51 700 spectateurs Arbitre : James Doleman (en) |

| 28 juin 2025 18 h, UTC+08:00 | Western Force                                                | 7 - 54 (7 - 21) | Lions | Perth Stadium, Perth 46 656 spectateurs Arbitre : Ben O'Keeffe |
| 28 juin 2025 18 h, UTC+08:00 | Essai(s) : 1 White (5e) Transformation(s) : 1 Donaldson (6e) | Rapport         | Essai(s) : 8 Sheehan (3e), Williams (16e, 47e), Daly (36e, 71e), Ringrose (49e), McCarthy (54e), Mitchell (80e+1) Transformation(s) : 7 Russell (3e, 17e, 37e, 52e, 55e), M. Smith (72e, 80e+2) Carton(s) jaune(s) : 1 Pollock (40e) | Perth Stadium, Perth 46 656 spectateurs Arbitre : Ben O'Keeffe |
| 28 juin 2025 18 h, UTC+08:00 |                                                              | Rapport         | | Perth Stadium, Perth 46 656 spectateurs Arbitre : Ben O'Keeffe |

| 2 juillet 2025 20 h, UTC+10:00 | Queensland Reds                                                                                       | 12 - 52 (12 - 21) | Lions | Lang Park, Brisbane 46 435 spectateurs Arbitre : James Doleman (en) |
| 2 juillet 2025 20 h, UTC+10:00 | Essai(s) : 2 Toomaga-Allen (8e), Flook (en) (26e) Transformation(s) : 1 McLaughlin-Phillips (en) (9e) | Rapport           | Essai(s) : 8 Freeman (19e, 59e), Porter (29e), van der Merwe (36e), Itoje (45e), Morgan (56e), Jones (65e), Ringrose (80e+5) Transformation(s) : 6 Russell (20e, 30e, 37e, 46e), F. Smith (57e, 59e) | Lang Park, Brisbane 46 435 spectateurs Arbitre : James Doleman (en) |
| 2 juillet 2025 20 h, UTC+10:00 | | Rapport           | | Lang Park, Brisbane 46 435 spectateurs Arbitre : James Doleman (en) |

| 5 juillet 2025 20 h, UTC+10:00 | Waratahs                                         | 10 - 21 (5 - 14) | Lions                                                                                        | Sydney Football Stadium, Sydney 40 568 spectateurs Arbitre : Paul Williams |
| 5 juillet 2025 20 h, UTC+10:00 | Essai(s) : 2 Lancaster (35e), Dobbins (en) (42e) | Rapport          | Essai(s) : 3 Jones (12e, 33e), Mitchell (55e) Transformation(s) : 3 F. Smith (12e, 34e, 55e) | Sydney Football Stadium, Sydney 40 568 spectateurs Arbitre : Paul Williams |
| 5 juillet 2025 20 h, UTC+10:00 |                                                  | Rapport          |                                                                                              | Sydney Football Stadium, Sydney 40 568 spectateurs Arbitre : Paul Williams |

| 9 juillet 2025 20 h, UTC+10:00 | Brumbies | 24 - 36 (10 - 19) | Lions | Canberra Stadium, Canberra 23 116 spectateurs Arbitre : Pierre Brousset |
| 9 juillet 2025 20 h, UTC+10:00 | Essai(s) : 4 Tualima (en) (4e), Toole (en) (37e), Creighton (en) (51e), Bowron (en) (75e) Transformation(s) : 2 Lonergan (en) (52e), Debreczeni (76e) Carton(s) jaune(s) : 1 T. Hooper (80e) | Rapport           | Essai(s) : 5 Chessum (15e), Lowe (29e), M. Smith (40e+1), Ringrose (47e), van der Flier (67e) Transformation(s) : 4 Russell (30e, 40e+2, 48e, 68e) Pénalité(s) : 1 Russell (62e) | Canberra Stadium, Canberra 23 116 spectateurs Arbitre : Pierre Brousset |
| 9 juillet 2025 20 h, UTC+10:00 | | Rapport           | | Canberra Stadium, Canberra 23 116 spectateurs Arbitre : Pierre Brousset |

| 12 juillet 2025 19 h 30, UTC+9:30 | Invitational AU & NZ (en)                                | 0 - 48 (0 - 17) | Lions | Adelaide Oval, Adélaïde 43 124 spectateurs Arbitre : Andrea Piardi |
| 12 juillet 2025 19 h 30, UTC+9:30 | Carton(s) jaune(s) : 2 Frizell (69e), Fusitua (en) (80e) | Rapport         | Essai(s) : 8 van der Merwe (7e, 21e, 64e), White (10e), Tuipulotu (44e), Cummings (61e), Kelleher (70e), Pollock (76e) Transformation(s) : 4 F. Smith (11e, 44e), M. Smith (62e, 76e) | Adelaide Oval, Adélaïde 43 124 spectateurs Arbitre : Andrea Piardi |
| 12 juillet 2025 19 h 30, UTC+9:30 |                                                          | Rapport         | | Adelaide Oval, Adélaïde 43 124 spectateurs Arbitre : Andrea Piardi |

| 19 juillet 2025 20 h, UTC+10:00 | Australie                                                                                               | 19 - 27 (5 - 17) | Lions | Lang Park, Brisbane 52 229 spectateurs Arbitre : Ben O'Keeffe |
| 19 juillet 2025 20 h, UTC+10:00 | Essai(s) : 3 Jorgensen (29e), Tizzano (68e), McDermott (79e) Transformation(s) : 2 Donaldson (69e, 79e) | Rapport          | Essai(s) : 3 Tuipulotu (9e), T. Curry (36e), Dan Sheehan (42e) Transformation(s) : 3 Russell (10e, 37e, 43e) Pénalité(s) : 2 Russell (2e), M. Smith (74e) | Lang Park, Brisbane 52 229 spectateurs Arbitre : Ben O'Keeffe |
| 19 juillet 2025 20 h, UTC+10:00 | | Rapport          | | Lang Park, Brisbane 52 229 spectateurs Arbitre : Ben O'Keeffe |

| 22 juillet 2025 20 h, UTC+10:00 | First Nations & Pasifika XV | 19 - 24 (14 - 14) | Lions | Docklands Stadium, Melbourne 30 420 spectateurs Arbitre : Nika Amashukeli |
| 22 juillet 2025 20 h, UTC+10:00 | Essai(s) : 3 Reilly (en) (18e), Uru (en) (23e), Leota (71e) Transformation(s) : 2 Beale (19e, 24e) Carton(s) jaune(s) : 1 Reilly (5e) | Rapport           | Essai(s) : 4 Osborne (8e, 45e), Graham (11e), van der Merwe (64e) Transformation(s) : 2 F. Smith (8e, 12e) Carton(s) jaune(s) : 1 Ryan (22e) | Docklands Stadium, Melbourne 30 420 spectateurs Arbitre : Nika Amashukeli |
| 22 juillet 2025 20 h, UTC+10:00 | | Rapport           | | Docklands Stadium, Melbourne 30 420 spectateurs Arbitre : Nika Amashukeli |

| 26 juillet 2025 20 h, UTC+10:00 | Australie | 26 - 29 (23 - 17) | Lions | Melbourne Cricket Ground, Melbourne 90 307 spectateurs Arbitre : Andrea Piardi |
| 26 juillet 2025 20 h, UTC+10:00 | Essai(s) : 3 Slipper (23e), Gordon (28e), Wright (31e) Transformation(s) : 1 Lynagh (29e) Pénalité(s) : 3 Lynagh (5e, 11e, 54e) | Rapport           | Essai(s) : 5 Sheehan (16e), Curry (35e), Jones (38e), Beirne (60e), Keenan (80e) Transformation(s) : 2 Russell (39e, 61e) Carton(s) jaune(s) : 1 Freeman (24e) | Melbourne Cricket Ground, Melbourne 90 307 spectateurs Arbitre : Andrea Piardi |
| 26 juillet 2025 20 h, UTC+10:00 | | Rapport           | | Melbourne Cricket Ground, Melbourne 90 307 spectateurs Arbitre : Andrea Piardi |

| 2 août 2025 20 h, UTC+10:00 | Australie | 22 - 12 (8 - 0) | Lions | Stadium Australia, Sydney 80 312 spectateurs Arbitre : Nika Amashukeli |
| 2 août 2025 20 h, UTC+10:00 | Essai(s) : 3 Pietsch (en) (8e), Jorgensen (55e), McDermott (71e) Transformation(s) : 2 Donaldson (56e, 72e) Pénalité(s) : 1 Lynagh (34e) | Rapport         | Essai(s) : 2 Morgan (62e), Stuart (80e) Transformation(s) : 1 Russell (63e) Carton(s) jaune(s) : 1 Kelleher (69e) | Stadium Australia, Sydney 80 312 spectateurs Arbitre : Nika Amashukeli |
| 2 août 2025 20 h, UTC+10:00 | | Rapport         | | Stadium Australia, Sydney 80 312 spectateurs Arbitre : Nika Amashukeli |